# Justin Lin
Pour les articles homonymes, voir Lin.
Justin Lin (chinois traditionnel : 林詣彬, chinois simplifié : 林诣彬, pinyin : Lín Yìbīn), né le 11 octobre 1971 à Taipei, est un  réalisateur, scénariste producteur, américano-taïwanais.
Il a réalisé cinq films de la franchise de films d'action américaine Fast and Furious.

## Biographie

### Jeunesse et  révélation
Justin Lin nait à Taipei en Taïwan mais grandit dans un quartier de la classe moyenne dans le comté d'Orange en Californie. 
Il fréquente ensuite l'Université de Californie à San Diego pendant deux ans, avant d'aller à UCLA où il intègre la UCLA School of Theater, Film and Television,,.
En 1997, il coréalise avec Quentin Lee le film Shopping for Fangs, avec notamment John Cho. En 2002, il réalise son premier long-métrage en solo, Better Luck Tomorrow. Le film est assez bien perçu par la critique et lui ouvre les portes d'Hollywood. 
Il livre trois différents longs métrages : en 2006, il livre le drame militaire Annapolis avec James Franco, Tyrese Gibson ou encore Jordana Brewster, mais également le 3e volet de la saga Fast and Furious. Le second projet est délicat : les deux têtes d'affiche des premiers opus ont refusé de revenir, et il faut donc trouver une bonne histoire. D'abord envisagé pour une sortie en DVD, le concept imaginant une action localisée dans le futur, au Japon, convainc la production qui le sort en salles.  Intitulé Fast and Furious: Tokyo Drift, le film fonctionne correctement au box-office, à défaut de convaincre la critique.
En 2007, Lin co-écrit et réalise le mockumentary Finishing the Game: The Search for a New Bruce Lee qui lui permet de se moquer de la représentation des asiatiques dans le cinéma hollywoodien.

### Passage auxblockbusters
En 2009, les studios Universal lui confient les rênes de Fast and Furious 4, quatrième opus marqué par la reformation du casting original, et dont l'action se situe cette fois à la suite du deuxième opus. Le box office est excellent, à défaut de convaincre encore la critique. Mais ce sera le cas pour Fast and Furious 5, sorti en 2011, qui combine énorme box-office mondial et excellente presse. De même pour Fast and Furious 6, gros succès de l'été 2013. Ce dernier opus reconnecte la trame principale avec le début de  Fast and Furious: Tokyo Drift.
Après avoir été un temps annoncé comme réalisateur de Fast and Furious 7 puis de Terminator: Genisys, il opte pour des projets plus ambitieux.
Après avoir réalisé les deux premiers épisodes de la seconde saison de l'acclamée série True Detective, il succède à J. J. Abrams pour le blockbuster de science-fiction Star Trek : Sans limites, qui fait suite à Star Trek Into Darkness. Le long-métrage lui permet de retrouver l'acteur John Cho, qu'il avait dirigé dans Better Luck Tomorrow.
Il réalise les épisodes pilotes de séries comme S.W.A.T. et Magnum.
Il revient dans la saga Fast and Furious pour écrire et réaliser le neuvième opus sorti en 2021. Dans un premier temps engagé comme réalisateur pour le dixième épisodes, il quitte finalement le projet après une semaine de tournage pour des différents[réf. nécessaire]. Il reste cependant scénariste et producteur du film, sorti en 2023.
Il réalise ensuite Last Days, prévu pour 2025.

## Filmographie

### Comme réalisateur
- 1997 : Shopping for Fangs (coréalisé avec Quentin Lee)
- 2000 : Crossover (court métrage documentaire)
- 2002 : Better Luck Tomorrow
- 2005 : Spotlighting (court métrage documentaire)
- 2006 : Annapolis
- 2006 : Fast and Furious: Tokyo Drift
- 2007 : Finishing the Game: The Search for a New Bruce Lee
- 2007 : La revolución de Iguodala!
- 2009 : Fast and Furious 4 (Fast & Furious)
- 2009 : Community (série TV) - saison 1, épisodes 7, 14 et 23
- 2011 : Fast and Furious 5 (Fast Five)
- 2013 : Fast and Furious 6 (Furious 6)
- 2015 : True Detective (série TV) - saison 2, épisodes 1 et 2
- 2016 : Star Trek : Sans limites (Star Trek Beyond)[7]
- 2017 : S.W.A.T. (série TV) - épisode pilote
- 2018 : Magnum (Magnum P.I.) - épisode pilote
- 2021 : Fast and Furious 9 (F9)
- 2025 : Last Days

### Comme scénariste
- 1997 : Shopping for Fangs
- 2000 : Crossover
- 2002 : Better Luck Tomorrow
- 2007 : Finishing the Game: The Search for a New Bruce Lee
- 2007 : La revolución de Iguodala!
- 2021 : Fast and Furious 9
- 2023 : Fast and Furious 10

### Comme producteur / producteur délégué
- 2000 : Crossover
- 2002 : Better Luck Tomorrow
- 2005 : Spotlighting
- 2007 : Finishing the Game: The Search for a New Bruce Lee
- 2007 : La revolución de Iguodala!
- 2011 : Fast and Furious 5 (Fast Five)
- 2014-2018 : Scorpion (série TV)
- 2017-présent : S.W.A.T. (série TV)
- 2019-présent : Warrior (série TV)
- 2021 : Space Jam : Nouvelle ère (Space Jam: A New Legacy) de Malcolm D. Lee
- 2023 : Fast and Furious 10 (Fast X) de Louis Leterrier
- 2025 : Last Days de lui-même

### Comme acteur
- 2002 : Better Luck Tomorrow : Jock (non crédité)